# 가미히치켄

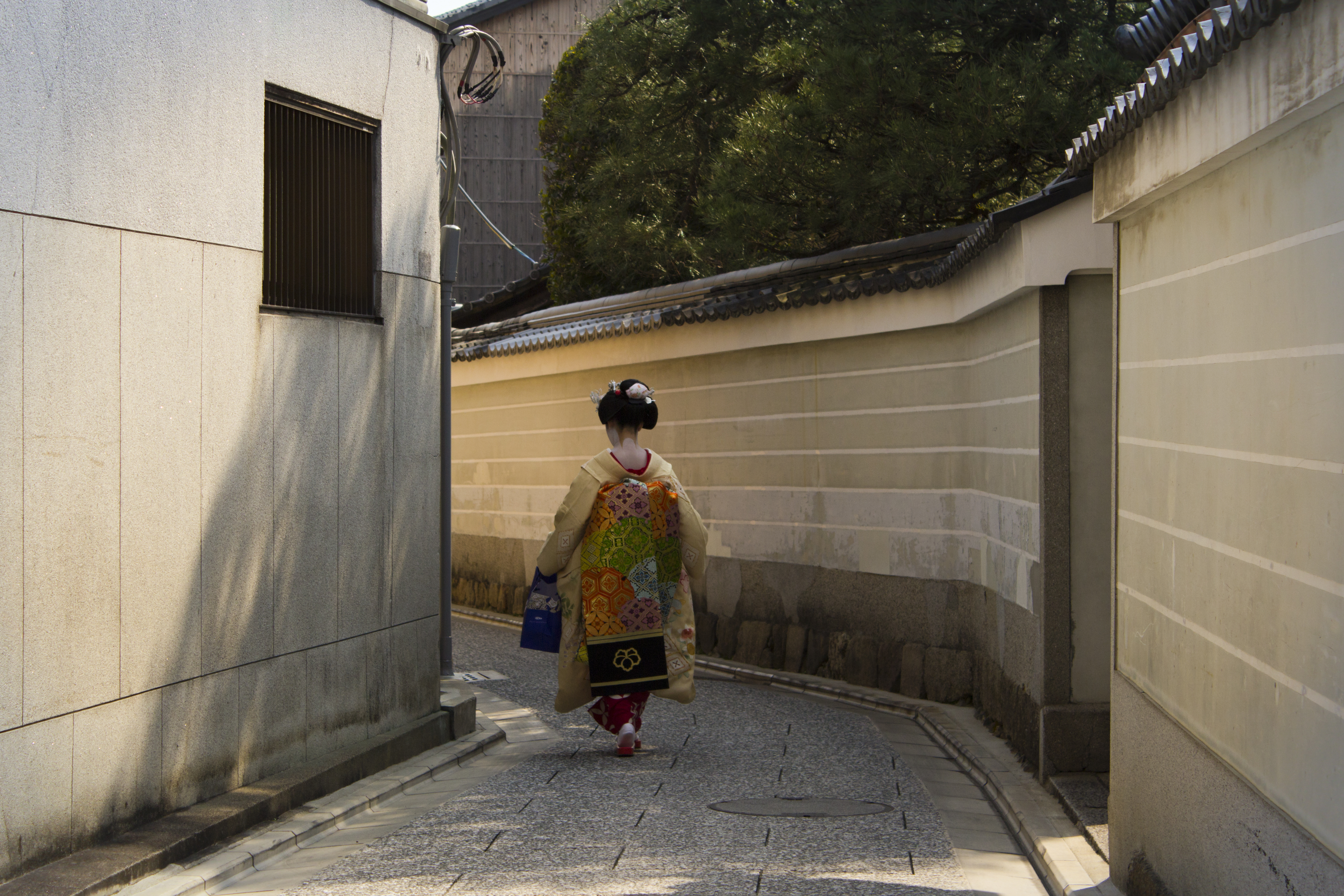
가미시치켄의 마이코

가미히치켄(일본어: 上七軒)은 일본 교토의 한 지역이다. 교토의 하나마치 중 가장 오래된 곳이고, 기타노 덴만구 동쪽에 위치한다. 가미시치켄의 게이샤 구역은 다른 게이샤 구역들과 다르게, 시 중심에서 떨어져 있어 한산한 편이다. 카미시치켄의 게이샤들은 섬세하면서 조용하고, 수는 적지만 무용·음악 등 예술에 조예가 깊은 편이다.

## 행사

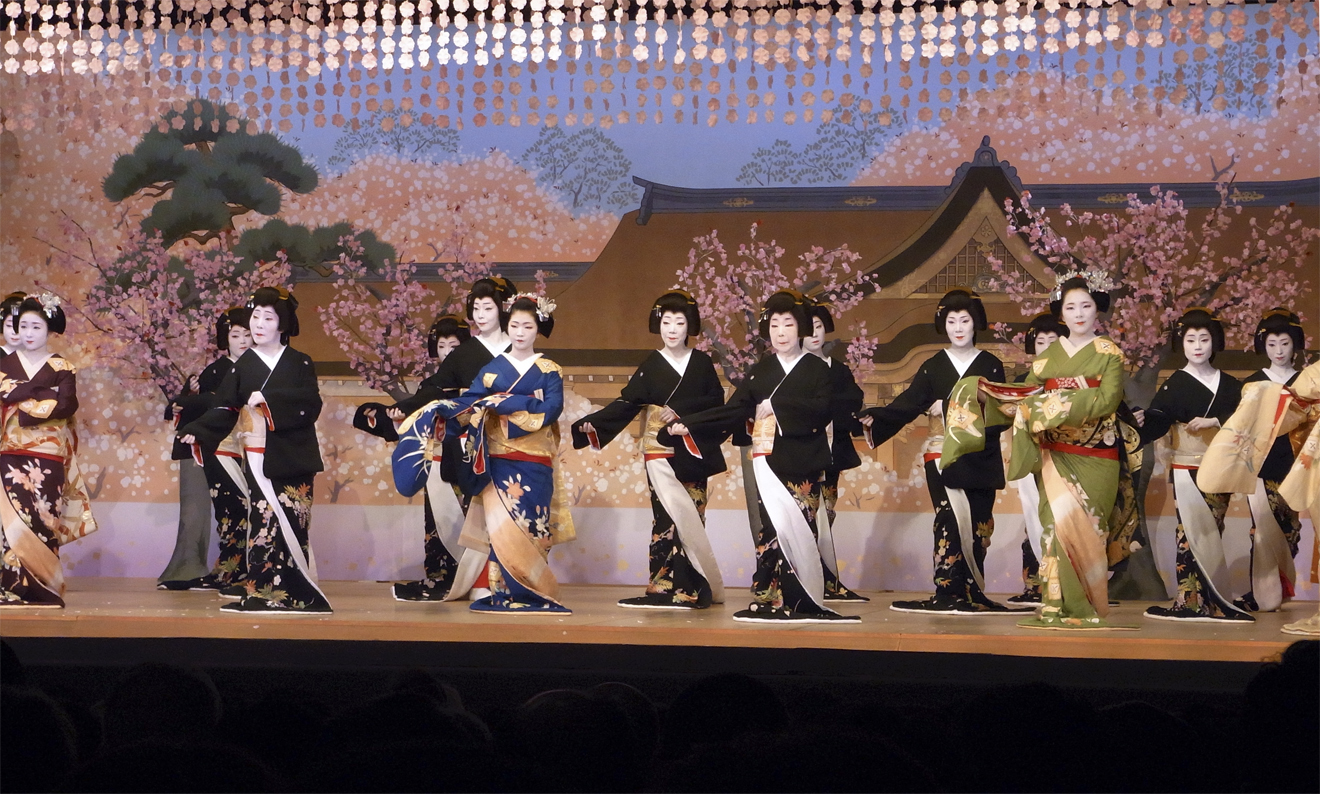
키타노 오도리

매년 2월 2일, 기타노 덴만구에서 "바이카사이"(梅花祭:자두꽃 축제)가 열린다. 게이샤와 마이코들이 손님들에게 차와 화과자를 대접한다. 그리고 매년 4월, "키타노 오도리"(北野をどり)라는 무용회가 열린다.

## 같이 보기
- 기온 (교토시)
- 폰토쵸
- 미야가와쵸
- 시마바라 (교토)